# Montadaeum purcelli
Genre
Espèce
Montadaeum purcelli, unique représentant du genre Montadaeum, est une espèce d'opilions laniatores de la famille des Triaenonychidae.

## Distribution
Cette espèce est endémique du Cap-Occidental en Afrique du Sud. Elle se rencontre dans le montagne de la Table .

## Description
Le mâle syntype mesure 7,2 mm et la femelle syntype 7,6 mm

## Étymologie
Cette espèce est nommée en l'honneur de William Frederick Purcell.

## Publication originale
- Lawrence, 1931 : « The harvest-spiders (Opiliones) of South Africa. » Annals of the South African Museum, vol. 29, no 2, p. 341–508 (texte intégral).